# Fermín Ferreira y Artigas
Fermín Ferreira y Artigas (Montevideo, 26 de diciembre de 1831 - Montevideo, 10 de agosto de 1872) fue un escritor y periodista uruguayo.

## Biografía
Fue hijo de un médico reconocido en la época Fermín Ferreira y de Rosalía Artigas. Se graduó como Doctor en Leyes en 1851 y ejerció cargos de jurisprudencia en Montevideo y Colonia.
Su actividad como periodista y escritor fue en diarios en los que colaboró o dirigió. En el área literaria lo realizó en La Mariposa (revista) en 1851 y junto a Heraclio C. Fajardo dirigió Eco de la Juventud Oriental, y una página satírica llamada El Mosquito.
También colaboró en diarios de índole política como Comercio del Plata, y en 1963 compartió redacción en el periódico El Siglo (Uruguay) junto a José Pedro Ramírez y Elbio Fernández.
Para firmar algunas de sus composiciones y notas utilizaba sus siglas como seudónimo (F.F. y A.).

## Obras
- Inés de Lara
- Donde las dan las toman